# K'move
K'move（ケイムーブ）は、熊本県内にて配布されていたフリーペーパーである。

## 概要
地元のJリーグチームであるロアッソ熊本に広く関心に持ってもらう為に、サポーターらが中心となって創刊されたサポーターによるサッカークラブの為の無料情報誌である。
「ロアッソ熊本に関心はあるが、まだスタジアムを訪れたことがない人のために一歩を踏み出す手助けになりたい」という本誌コンセプトの元、選手・監督のインタビューや、ロアッソ熊本に関するイベントの告知などといった様々な内容が掲載されていた。
配布場所は熊本県内の公共施設や商業施設など、様々な場所で配布される。発行部数は2万部。

## 沿革
- 2010年12月12日 - ロアッソ熊本のイベントである「大望忘年祭」において、初めて配布される。

## 発行元
- 「ロアッソ熊本をJ1へ」県民運動推進本部 
  - 熊本県熊本市東町3丁目3-3